# James Brooks Jones
James Brooks Jones (* 24. September 1886 in South Carolina; † 9. August 1947) war ein US-amerikanischer Politiker. Zwischen 1943 und 1946 fungierte er im Bundesstaat New Mexico als Vizegouverneur.

## Werdegang
James Brooks Jones diente während des Ersten Weltkrieges in der US Army. Er trug den Spitznamen Jawbone. Politisch gehörte er der Demokratischen Partei an. Zwischen 1943 und 1946 bekleidete er den Posten als Vizegouverneur von New Mexico. Er starb ungefähr zwei Jahre nach dem Ende des Zweiten Weltkrieges und wurde dann auf dem Santa Fe National Cemetery in Santa Fe beigesetzt.